# Виа деи Коронари
Виа дей Коронари (итал. Via dei Coronari) — улица в центре Рима между переулком Виколо дель Курато (Vicolo del Curato) недалеко от моста Святого Ангела и улицей Святого Августина (Via di Sant’Agostino) у Пьяцца Навона. Протяжённость — около 500 метров. Название происходит от имени торговцев объектами культа и цветочников, продававших короны из роз (corone di rose) паломникам по пути в собор Святого Петра.

## История
В средние века улица называлась Виа Ректа и была самой удобной дорогой к собору Святого Петра. Благодаря этому она была очень оживлённой и часто посещалась паломниками. Постепенно на улице стали открываться многочисленные лавки продавцов святых образов и цветов.
С начала XVI века на Виа дей Коронари и в прилегающих кварталах жили известные куртизанки того времени, из которых самые известные Империя и Фьямметта. В этот же период улица была неофициально разделена на две части. Одна называлась Скортиклария (Scorticlaria, от итал. scorticare — обирать, разорять) из-за многочисленных торговцев. Другая была известна как Иммаджине-ди-Понте (Immagine di Ponte) благодаря священной нише, созданной в 1523 году архитектором Антонио да Сангалло на углу дома кардинала Серра-да-Монферрато. Образ в нише изображает Коронование Богоматери, написан художником Перино дель Вага.
Образ вставлен в прочную рустовку с двумя колоннами, поддерживающими тимпан, увенчанный арочным окном, над которым находятся гербы двух клиентов, кардинала Альберто Серра-да-Монферрато и кардинала Франческо Армеллини. Изображение было восстановлено в 1968 году.
В наши дни Виа дей Коронари известна благодаря многочисленным антикварным магазинам.